# Ancoraggio (nautica)

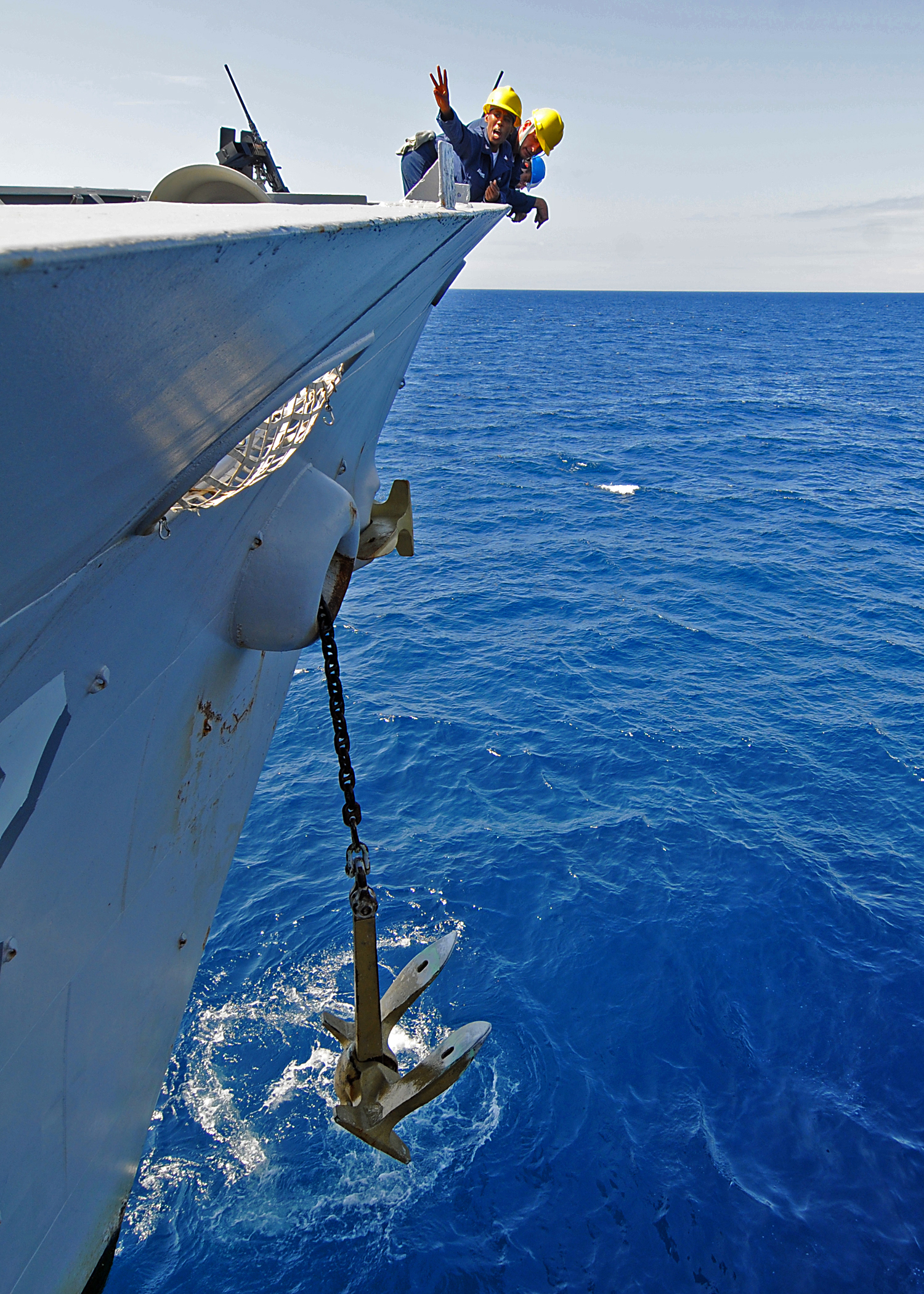
Salpaggio dell'ancora nella nave USS Vella Gulf

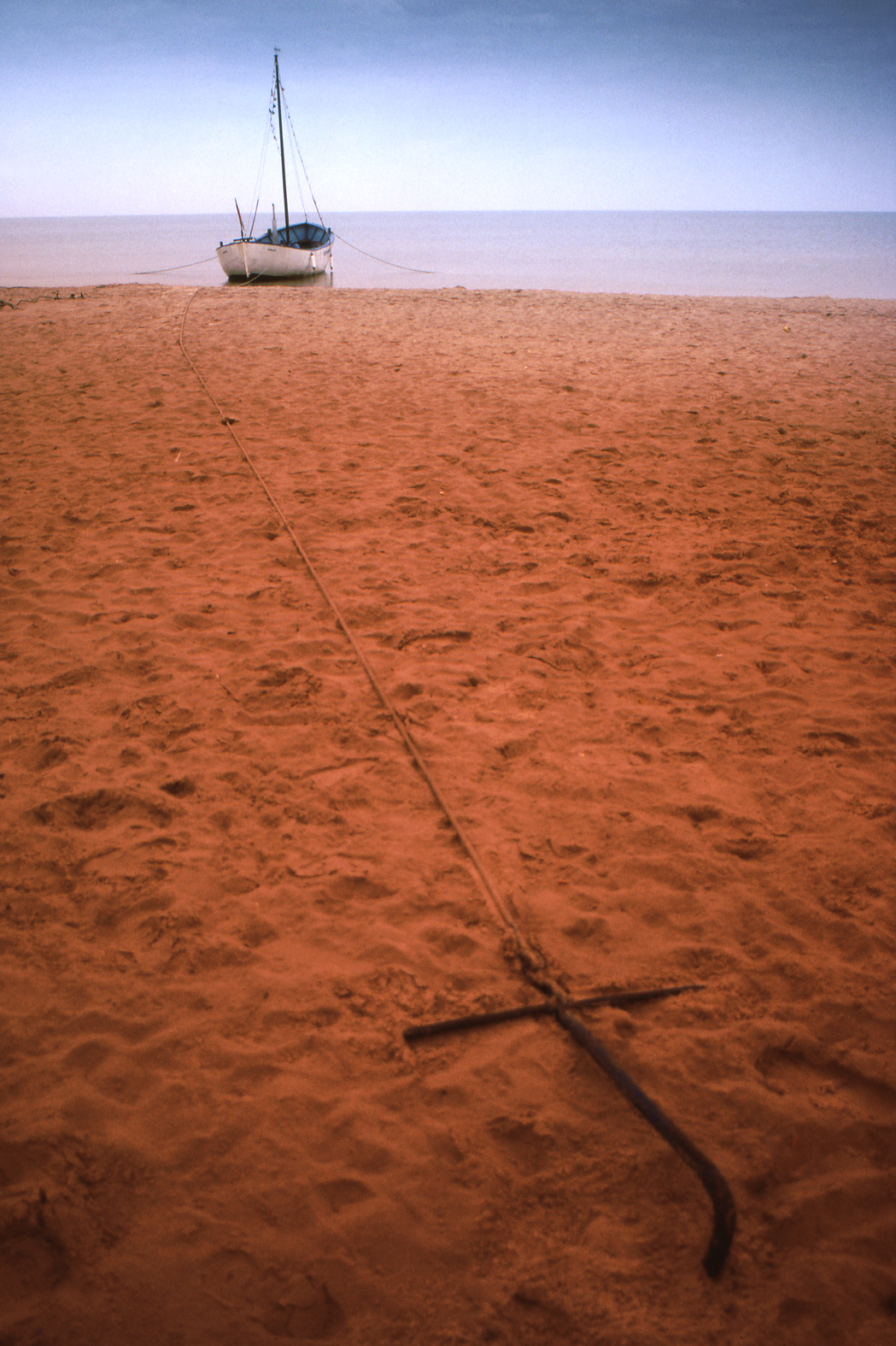
Barca ancorata a terra

L'ancoraggio è l'operazione di "dare fondo all'àncora", cioè di vincolare un'imbarcazione al fondo marino o al fondo lacustre o fluviale ecc., rendendone sicuro lo stazionamento nonostante il vento, le correnti e lo stato del mare.

## Terminologia marinaresca
"Salpare l'ancora" è l'espressione che descrive l'operazione di spedare l'ancora dal fondo e riportarla a bordo.

## Descrizione
L'ancoraggio può essere:
- alla ruota: cioè con una sola ancora. Questo tipo di ancoraggio richiede molto spazio in quanto l'imbarcazione non resta ferma, ma gira secondo la spinta della marea o del vento in uno spazio circolare che viene chiamato "campo di giro".
- a barba di gatto o afforcato: cioè con due ancore separate che formano tra loro un angolo di circa 45° e con calumi (la parte del cavo di ormeggio che rimane esterna all'imbarcazione) di uguale lunghezza. Si ha una maggior tenuta e si riduce il campo di giro. La barca si dispone sempre con la prua alla corrente, al vento o al mare.
- con ancore appennellate: cioè con due ancore poste in sequenza sulla stessa catena. Si ha una buona tenuta, ma il campo di giro rimane circolare.

La lunghezza del cavo o della catena filati fuoribordo per l'ancoraggio è detto calùmo e deve essere da tre a cinque volte la profondità del fondale per le grandi navi che ancorano solitamente su 50-100 metri di fondale, mentre per le imbarcazioni da diporto vale la regola di dare il calumo della lunghezza di tre a quattro volte la profondità più l'altezza della prua dal mare. La scelta viene fatta in considerazione del tipo del fondale.
In caso di maltempo o aumento del vento è bene filare ulteriormente, in modo tale che l'ancora riceva una trazione con un piccolo angolo rispetto al fondo, in quanto se la trazione fosse quasi verticale l'ancora arerebbe e tenderebbe a spedare, cioè a liberarsi dal fondo. La regola è, dai trenta nodi di vento in su, si allunga il calumo della misura di una volta il fondale ogni dieci nodi di vento.
Talvolta per riuscire a liberare l'ancora rimasta incastrata nel fondale (roccia o catenaria sono le cause più comuni) è necessario usare la grippia o "grippa", cioè una sagola (cima) legata al diamante dell'ancora, con cui si può spedare l'ancora al rovescio e facilitarne il recupero. Essa può essere usata o meno con il grippiale o "grippale", un gavitello cui viene legato il capo libero della grippia.